# Proletarskaja (stacja metra w Petersburgu)
Proletarskaja (ros. Пролета́рская) – ósma stacja linii Newsko-Wasileostrowskiej, znajdującego się w Petersburgu systemu metra. Jedna z najgłębiej położonych stacji w mieście.

## Charakterystyka

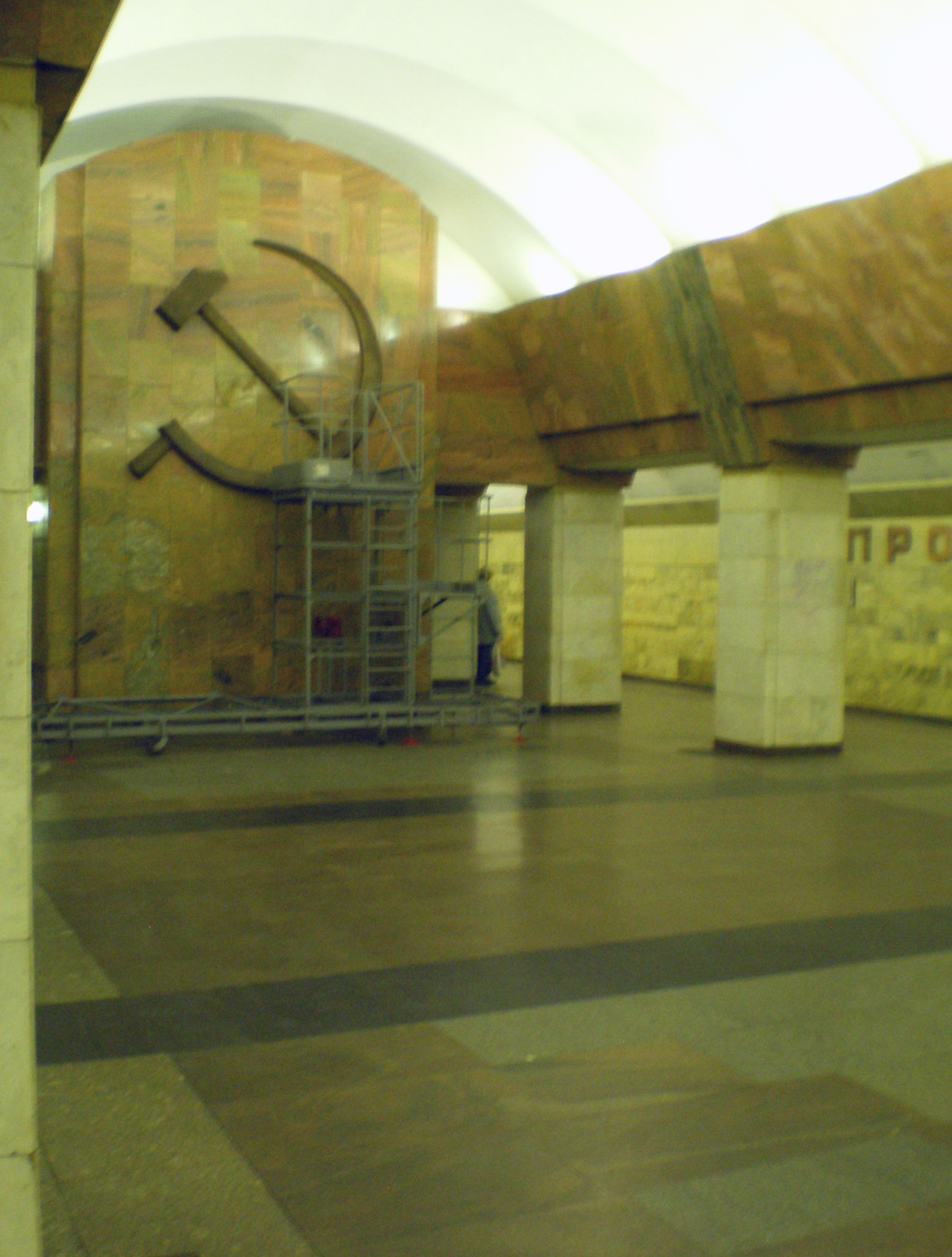
Sierp i młot, stanowiące dekorację stacji.

Stacja Proletarskaja została oddana do użytku 10 września 1981 roku, a wzniesiono ją w typie głębokiej stacji kolumnowej. Autorami projektu architektonicznego obecnej postaci stacji są: D. S. Goldgor (Д. С. Гольдгор), J. W. Jejeczko (Ю. В. Еечко), R. S. Rozental (Р. Ш. Розенталь), N. A. Afoszyn (Н. А. Афошин), a także A. S. Gieckin (А. С. Гецкин), A. W. Kwiatkowski (А. В. Квятковский) i I. J. Siergiejewa (И. Е. Сергеева). Jest ona położona przy prospekcie Obuchowskiej Obrony, w pobliżu jednego z zakładów przemysłowych (dawnym „Bolszewiku”). Z tego powodu w pierwszych planach nosić ona miała nazwę Zawod „Bolszewik” (Завод „Большевик”). Z uwagi na swą głębokość zamontowanie jednolitych ruchomych schodów było niemożliwe. Zdecydowano się więc na stworzenie swego rodzaju kaskady, najpierw dużych schodów, które łączą się tunelem z małymi.
Wystrój stacji, zgodnie z jej nazwą, nawiązywać ma do ruchu robotniczego. Ściany przy torach wyłożone zostały marmurem w jasnym odcieniach. Posadzki wykonano z płyt szarego, czarnego i czerwonego granitu. Kolumny ozdobione białym marmurem podtrzymują połyskujące granitowe łuki, którym nadano czerwoną barwę. Sklepienie koliste w kolorze bieli. Litery tworzące nazwę stacji na ścianach wykonane zostały z kamienia. Na jednej ze ścian umieszczono zaczerpnięty z sowieckiej symboliki panel dekoracyjny przedstawiający sierp i młot. 25 sierpnia 2005 roku stacja została zamknięta by przeprowadzić prace naprawcze. Odnowiono ruchome schody, wymieniono zniszczone i przestarzałe elementy techniczne, odnowiono ściany i posadzki, a także zainstalowano nowe drzwi i oświetlenie. Ruch pasażerski planowano wznowić w lutym 2006 roku, lecz ostatecznie remont przeciągnął się do 17 listopada 2006 roku. 
Proletarskaja położona jest na głębokości 72 metrów, co czyni ją jedną z najgłębszych w petersburskim systemie metra i zarazem jedną z najniżej umiejscowionych stacji na świecie. Ruch pociągów odbywa się tutaj od godziny 5:38 do godziny 0:30 i w tym czasie jest ona dostępna dla pasażerów.